# Kaliwerk Friedrichroda
Das Kalibergwerk Friedrichroda ist ein ehemaliges Bergbauunternehmen in den Gemarkungen von Salzgitter-Flachstöckheim und Salzgitter-Ohlendorf. 1905 wurde hier erstmals nach Kalisalzen gesucht, ab 1909 wurde ein Schacht abgeteuft. Die Kaliförderung wurde 1919 aufgenommen. 1924 wurde der Betrieb der Schachtanlage eingestellt.

## Geologie
Der Salzstock Flachstöckheim liegt nordöstlich von Salzgitter-Bad. Dieser hat eine länglich-ovale Form, erstreckt sich in Nord-Süd-Richtung in einer Länge von 4,5 km und ist etwa 1,5 km breit. Der Salzstock besteht aus verschiedenen Zechstein-Salzschichten, die sich zu Ende der Perm-Zeit vor etwa 260 Millionen Jahren durch die Verdunstung von Meerwasser gebildet hatten. Das etwa 20 Meter mächtige Kalisalzflöz Staßfurt besteht im Liegenden aus Hartsalz, im Hangenden aus Carnallit. Infolge der mehrfachen Faltung weisen die Salzschichten komplizierte Strukturen auf – in der Nähe des Schachtes Friedrichroda ist das Kalisalzflöz bis zu 20 Meter mächtig.

## Vorgeschichte
Bereits in der 2. Hälfte des 19. Jahrhunderts begann man nach der Entdeckung des Steinsalzlagers bei Staßfurt und dem dortigen Bau des Kaliwerks zwischen 1856 und 1861 auch auf dem Gebiet des heutigen Salzgitter nach Kalisalzen zu forschen. In der Nähe von Salzgitter-Thiede waren seit langem Salzvorkommen bekannt und bereits im 18. Jahrhundert wurde am Rande von Salzgitter-Thiede, im Röverschen Gipssteinbruch, Gips abgebaut. Hier war bereits zwischen 1885 und 1891 der Kaliwerk Thiederhall abgeteuft worden und zur Verarbeitung des abgebauten Salzes eine Chlorkaliumfabrik errichtet worden. Ein weiteres Kaliwerk war zuvor zwischen 1884 und 1886 im nahegelegenen Vienenburg aufgebaut worden.
Plänerkalkausstriche südlich von Flachstöckheim ließen vermuten, dass hier ein Salzstock und abbauwürdige Kalisalzvorkommen zu finden seien. Im Frühjahr 1905 gründeten daher die Kaliunternehmer Hermann und Max Gumpel in Hannover die Gewerkschaft Friedrichroda. Zu den Gerechtsamen dieser Gewerkschaft gehörten fünf Bergwerksfelder in den Gemarkungen Flachstöckheim und Ohlendorf, die zuvor von der Gewerkschaft Saalfeld aufgekauft worden waren.
Zur Erkundung der Kalisalzvorkommen ließ die Gewerkschaft Friedrichroda zwischen 1907 und 1911 insgesamt 11 Probebohrungen niederbringen. Diese bestätigten die Vermutungen und es wurden beträchtliche abbauwürdige Kalisalzvorkommen nachgewiesen. Bei der zweiten Bohrung am 31. Juli 1907 wurde der Beginn des Steinsalzes bei 126 Metern Teufe festgestellt. Erste Spuren von Kali fand man bei 275 Metern und am 9. November 1907 stieß man bei 380 Metern Teufe auf ein über 18 Meter mächtiges Kalilager mit einem hohen Chlorkaliumgehalt. Ein weiteres Kalilager lag zwischen 521 und 604 Metern. Bei der vierten Bohrung hatte man im April 1910 eine Gesamtteufe von 910 Metern erreicht, hier fand man unterhalb von 350 Metern insgesamt 13 Lager, deren Chlorkaliumgehalte bis zu 20,3 % betrugen.

## Schacht- und Anlagenbau 1909 bis 1914

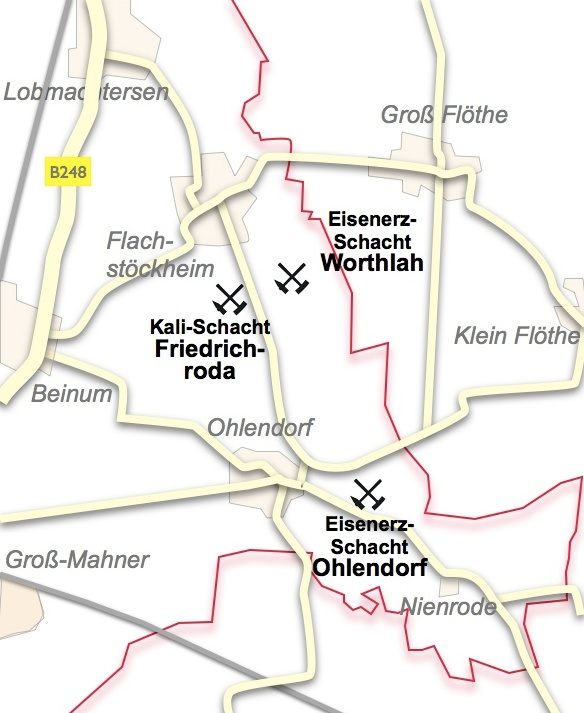
Karte der Schachtanlagen Friedrichroda (Kali) und Worthlah-Ohlendorf (Eisenerz)

Die Gewerkschaft Friedrichroda beschloss angesichts der guten Ergebnisse der Probebohrungen die Errichtung eines Kaliwerkes. Im Herbst 1909 wurde mit den Vorarbeiten zum Schachtbau begonnen. Die Teufarbeiten bis zum Eintritt in den Salzstock wurden der Tiefbau und Kälteindustrie AG (vormals Gebhardt & König, Nordhausen) übertragen. Das Vorbohrloch für den Kali-Schacht wurde 1909/10 am Worthlah-Wald am südlichen Ortsrand von Flachstöckheim bis auf 968 m niedergebracht.
Für die Teufarbeiten entschied man sich für das neu entwickelte Gefrierverfahren, da bei den Arbeiten im Gipshut des Salzstockes mit erheblichen Wasserzuflüssen gerechnet wurde. Am 7. Februar 1911 begann man damit, die Gefrierbohrlöcher zu setzen, um danach durch das Einfrieren der Schachtwände Wasserzuflüsse während des Schachtbaus zu verhindern. Nachdem am 7. Dezember 1911 eine Teufe von 40 m erreicht worden war, wurden die Arbeiten durch wiederholte Laugenzuflüsse und Einbrüche zunehmend behindert. Zur Fortsetzung der Teufarbeiten stellte man im März 1912 vom Gefrier- auf das Tiefkälteverfahren um. Dennoch gab es bei 104 m Teufe einen weiteren Laugeneinbruch. Ursache war wahrscheinlich das zu frühe Abschalten der Kältemaschinen. Nachdem man diese wieder in Betrieb genommen hatte, gelang anschließend das Abteufen bis zu einer Teufe von 152,6 m und das anschließende Setzen der Tübbingsäule, die später noch bis 185 m verlängert wurde.
Die Endteufe von 615 m des 5,5 m weiten Schachtes wurde im Frühjahr 1914 erreicht. Ab 400 m Teufe hatte man im Abstand von 50 m fünf Sohlen angesetzt, hinzu kamen je eine Fördersohle bei 500 m und 600 m. Weiter wurde 300 Meter nördlich des Schachtes ein Blindschacht zwischen der 450-m- und der 500-m-Sohle geteuft, ein zweiter Blindschacht 50 Meter weiter westlich zwischen der 500-m- und der 600-m-Sohle.
Die bergpolizeilichen Anforderungen verlangten, dass die Grube mit einem zweiten Schacht zur Bewetterung und als Fluchtweg ausgestattet sein müsse. Daher wurde im Frühsommer 1914 mit dem Abteufen des Schachtes Friedrichroda 2 begonnen. Die Arbeiten wurden aber kurz nach Beginn des Ersten Weltkrieges bei einer Teufe von nur 10 m gestoppt und wurden nach Ende des Krieges nicht wieder aufgenommen.
Parallel zu den Teufarbeiten wurden die notwendigen Tagesanlagen wie Kessel- und Fördermaschinenhaus, Zechenhaus, ein hölzernes Fördergerüst und ein Verwaltungsgebäude errichtet. Durch eine Anschlussbahn wurde die Schachtanlage mit dem Bahnhof Klein Mahner verbunden. Auch diese Arbeiten waren bis zum August 1914 abgeschlossen.

## Betrieb 1919 bis 1924
Wegen des Kriegsausbruchs beschloss der Gumpel-Konzern, das Kaliwerk Friedrichroda vorerst nicht in Betrieb zu nehmen, sondern es wurden lediglich Instandhaltungsarbeiten ausgeführt. Erst im August 1919 nahm die nach Kriegsende gegründete Bergwerksgesellschaft Friedrichroda mbH die Förderung auf. Die Anlage war für den Gumpel-Konzern von großer Bedeutung, weil die hier geförderten Kalisalze in der eigenen Chlorkaliumfabrik der Schachtanlage Asse weiterverarbeitet werden konnten.
Das Kaliwerk entwickelte sich zu einem wirtschaftlich erfolgreichen Unternehmen und wegen des guten Absatzes plante man 1919 sogar den Bau einer eigenen Chlorkaliumfabrik. 1920 wurde das hölzerne Fördergerüst durch ein stählernes Bockfördergerüst ersetzt und nordwestlich des Schachtes erfolgte ein umfangreicher Streckenvortrieb. Weitere Ausbaupläne wurden wegen der einsetzenden Absatzkrise der deutschen Kaliindustrie nicht mehr umgesetzt.
Die Belegschaft war von 144 im Jahr 1919 bis 1921 auf 235 angestiegen. Ab 1922 wurde die Zahl der Beschäftigten vor dem Hintergrund der Krise der Kaliindustrie stark reduziert und 1924 waren nur noch 90 Mann angelegt. In der Krise hätte nur ein weiterer Ausbau mit einem zweiten Schacht und einer weiterverarbeitenden Fabrik das Überleben des Kaliwerkes gesichert. Da aber der Gumpel-Konzern über andere Anlagen mit den erforderlichen Ausstattungen verfügte, wären derartig umfangreiche Investitionen in das Werk Friedrichroda nicht wirtschaftlich gewesen und Friedrichroda wurde 1924 stillgelegt. Die noch verbliebenen 90 Bergleute und Fabrikarbeiter wurden zum größten Teil auf andere Anlagen des Konzerns versetzt. Während der Betriebszeit waren insgesamt 121.150 m3 Hohlraum aufgefahren worden, drei Bergleute verloren in der Grube ihr Leben.

## Weitere Entwicklung
Das Kaliwerk Friedrichroda wurde 1928 vom Burbach-Konzern übernommen, der das Werk nachfolgend zum 12. Dezember 1928 auflöste. Die beiden Fördermaschinen waren bereits 1924 verkauft worden, die meisten anderen Tagesanlagen (Fördermaschinenhäuser, Werkstatt- und Verwaltungsgebäude) blieben erhalten.
1937 zeigten die Vereinigten Stahlwerke (VESTAG) Interesse an der Schachtanlage. Östlich des Flachstöckheimer Salzstocks waren umfangreiche Eisenerzlager nachgewiesen worden, für die der Bergbaubetrieb der VESTAG einen Abbau plante. Noch vor Ende der Verhandlungen übernahmen jedoch im Oktober 1937 die neugegründeten Reichswerke Hermann Göring die Pachtfelder des Burbach-Konzerns. Da die Reichswerke eigene Schachtanlagen bauen wollten (Eisenerzgruben Worthlah und Ohlendorf), wurden die Pläne der VESTAG nicht umgesetzt. Bis Mitte 1939 wurden die nicht mehr benötigten Tagesanlagen abgeworfen und der Förderturm abgerissen. Der bis zur ersten Sohle abgesoffene Schacht wurde erst 1958 verfüllt. Die bestehenden Tagesanlagen wurden von einer Maschinenfabrik übernommen und in den 1950er Jahren aufwendig restauriert. Heute wird das Gelände von verschiedenen Industriebetrieben genutzt.